# Valle del Chiampo
La Valle del Chiampo è una vallata prealpina fra le Piccole Dolomiti e i monti Lessini.

## Geografia
Corre in direzione nord-sud in provincia di Vicenza, al confine con la provincia di Verona, percorsa dal torrente omonimo. Lunga una trentina di chilometri, molto stretta e impervia nella sua parte alta. È caratterizzata da bellezze paesaggistiche e naturali considerevoli.

### Idrografia
Il torrente principale nasce nel monte Gramolon a Crespadoro, nei pressi di Montebello Vicentino riceve l'apporto del Rio Rodegotto. A monte dell'abitato di San Bonifacio riceve l'apporto del torrente Aldegà.
L'alta valle si presenta molto ricca di ruscelli, tra i principali vi sono il Righello, la Val Mora, il Còrbiolo e Valbianca in comune di Crespadoro.

### Cime principali
- Cima Marana (m 1554)
- Cima del Mesole (m 1672)
- Cima di Lobbia (m 1676)
- La Bella Lasta (m 1682)
- Monte Gramolon (m 1814): sito al centro della Catena delle Tre Croci, sopra il Rifugio Bertagnoli in Valle del Chiampo ed è la meta più frequentata da quest'ultimo.
  - Via normale: sentiero che si snoda attraverso un'amena valle fino al Passo Ristele e da qui in vetta per pascoli.
  - Ferrata Angelo Viali: ferrata impegnativa e di recente ricostruzione che si snoda attraverso un erto canalone del fianco sud. Al termine è possibile prendere un ripido sentiero o la Ferrata Ferrari che con un'ultima parete rocciosa porta in vetta[1].

## Economia
La principale attività economiche è senz'altro la concia delle pelli: la zona di Arzignano costituisce infatti uno dei più caratteristici e prosperosi distretti industriali italiani, concentrando l'intera filiera produttiva. Lo sviluppo e la prosperità dell'intera valle è legata al prosperare di tale attività nel secondo dopoguerra.
Altra attività importante che caratterizza la parte alta della valle è l'estrazione e la lavorazione dei marmi, largamente esportato. Il marmo di Chiampo è un calcare nummolitico, di color bianco grigiastro, rosso o dalle sfumature rosee molto usato nell'edilizia come materiale ornamentale, perfettamente lavabile e lucidabile, che non assorbe liquidi e quindi difficilmente si macchia.
Il turismo non ha mai avuto un ruolo veramente importante nell'economia della vallata e negli ultimi anni ha conosciuto un calo, anche se l'escursionismo sui versanti della valle delle Piccole Dolomiti e dei Lessini è ancora attivo. Da segnalare il turismo religioso a Chiampo nel santuario e nella Grotta di Lourdes del Beato Claudio, visitato da pellegrini che provengono da tutto il mondo.
Nel comune di Crespadoro è importante l'allevamento ittico delle trote, in particolare nella frazione di Ferrazza.

## Infrastrutture e trasporti
La valle è attraversata dalla strada provinciale 31 Valdichiampo, che garantisce il collegamento verso l'area vicentina.
Nel 1880 fu aperta una diramazione della tranvia Vicenza-Valdagno che collegava Montecchio Maggiore ad Arzignano, successivamente prolungata a Chiampo nel 1903. Tale linea, elettrificata nel 1929 e che contribuì al rilancio economico dell'area, venne soppressa dalle Ferrovie e Tramvie Vicentine nel 1961.